# Larry Foyt
Statistiques en NASCAR Cup Series
Dernière mise à jour : 21 décembre 2012 
Larry Foyt est un pilote automobile américain né le 22 février 1977 à Houston, Texas.

## Biographie
Larry Foyt est le petit-fils et le fils adoptif du célèbre pilote A.J. Foyt. Lorsque ses parents ont divorcé alors qu'il n'était âgé que de deux ans, il est en effet parti vivre avec ses grands-parents, qui l'ont adopté.
Il commence sa carrière en 1993 en karting. En 1997, parallèlement à ses études, il se lance dans la monoplace (championnat USAC de Formule 2000), puis passe au stock-car en 2000 dans le championnat ASA, et tente même sa chance en Nascar Winston Cup (sans parvenir à se qualifier dans son unique tentative). À partir de 2001, il accède à temps complet au championnat de Nascar Busch Series où il obtient des résultats honorables au sein de l'écurie familiale. Cela l'encourage lui et son équipe à passer en Winston Cup en 2003, mais les résultats ne suivent pas et, faute de budget, l'écurie ferme ses portes début 2004.
Au mois de mai 2004, Larry Foyt fait ses débuts en IndyCar Series dans le cadre des 500 Miles d'Indianapolis, l'épreuve dont son grand-père est le co-recordman de victoires. Logiquement, Larry est intégré à l'écurie Foyt Enterprises de son grand-père, et retrouve son jeune cousin A.J. Foyt IV comme coéquipier. Pilote débutant au sein de l'une des plus modestes équipes du plateau, Larry ne fait pas de miracle : il se qualifie en fond de grille et abandonne rapidement à la suite d'un crash. Il retourne sur le Brickyard en 2005 (nouvel accident, dans lequel il se brise une vertèbre) et en 2006, où il doit à nouveau mettre rapidement pied à terre.
Ayant en partie renoncé à sa propre carrière de pilote (ce qui n'exclut pas une nouvelle participation à l'Indy 500 en 2007), Larry occupe désormais un rôle de dirigeant au sein de l'écurie Foyt Enterprises.